# 曼彻斯特木乃伊

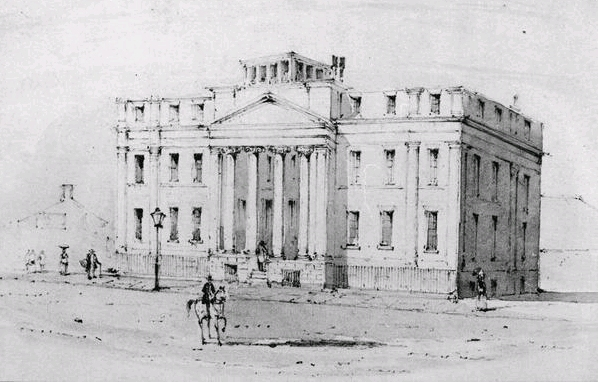
曼彻斯特自然历史学会博物馆 1850年，汉娜·贝斯维克（Hannah Beswick）的木乃伊在这里展出

博钦鲍尔（Birchin Bower）庄园的女主人汉娜·贝斯维克（Hannah Beswick，1688年—1758年2月）是一位富有的女人，居于英格兰兰开夏郡曼彻斯特市里。她对于死后被埋有一种近乎病态的恐惧。因此1758年她离世后，她的尸身经过防腐处理一直被保存在地面以上，还有人定期检查她的生命体征。
虽然尸体防腐的具体方式未被记载，但防腐步骤中可能包括某一步，即用一种松节油、朱砂混合物将尸体内的血液替换掉。处理完后她的尸体就被放进一个旧钟盒里，贮藏在贝斯维克的家庭医生即查尔斯·怀特（Charles White）家里。她这种怪癖的遗愿使她成了当地的名人，而游客们也可以去怀特医生家一睹其真容。
贝斯维克木乃伊化的尸体最终作为遗赠捐给了曼彻斯特自然历史博物馆，在那里她作为展品并被冠以「曼城木乃伊」（Manchester Mummy）或「博钦鲍尔木乃伊」（Birchin Bower Mummy）的绰号。这一馆藏后被转送到曼彻斯特大学，那时在曼城主教的许可下，最终决定让贝斯维克下葬。在她去世后110多年后的1868年7月22日，下葬仪式于哈普雷公墓（Harpurhey Cemetery）举行，出于对其隐私的考虑以及敬意，她的坟墓没有立碑也没有其他标记。

## 背景

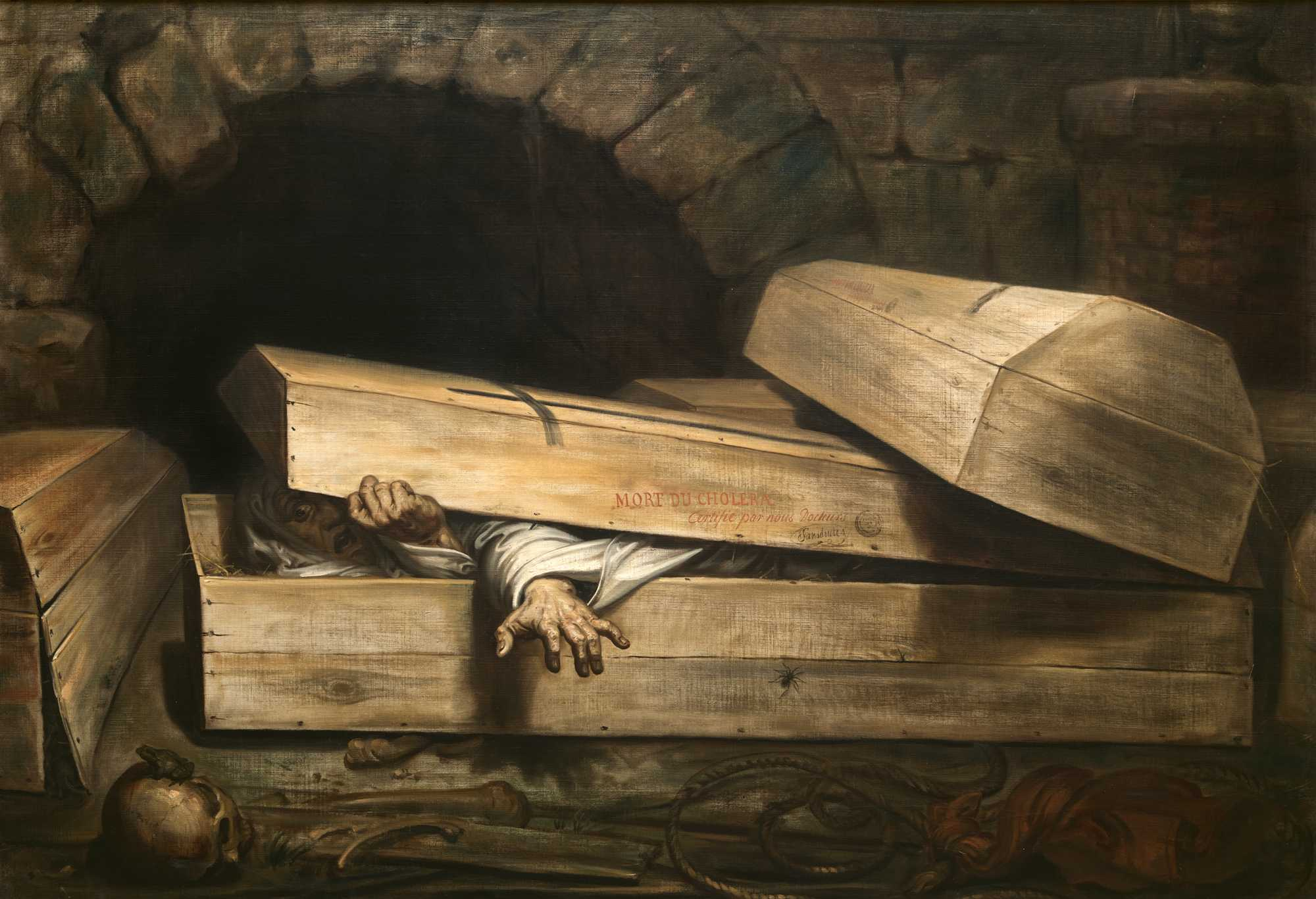
安东尼·维尔茨 ，《活埋》（L'Inhumation précipitée ）1854

18世纪中叶，由于被误埋、活埋的现象频频出现，公众对于被误埋的恐惧与日俱增，同时，“人究竟怎样才算死亡”这个问题也极具争议。当时人们提出了各种测试“尸体”生命体征的方法：有将醋和胡椒粉倒入尸体口中的方法，还有建议用烧红的拔火棍碰尸体的脚，甚至伸进其直肠的。医师J·C·奥斯里（J.C. Ouseley）在1895年的文章中宣称，英格兰和威尔士每年有2700人被活埋，尽管当时其他人估计的数据其实应为近800人。
汉娜·贝斯维克，生于1688年，是贝斯维克夫妇约翰和佩申斯（居于曼彻斯特的奇特伍德旧宅（Cheetwood Old Hall））的女儿。父亲1706年过世后，她继承了一笔可观的遗产。她离世前的几年，在她一个兄弟约翰的葬礼上，棺材就要合上时，约翰身上突然出现了生命体征----当时一个送葬人注意到约翰的眼皮在抖动。家庭医生查尔斯·怀特体检后，确认他还活着。果然在几天后约翰恢复了意识，之后还多活了好多年。
英格兰皇家外科手术医学院博物馆的记录员杰西·道布森（Jessie Dobson）说1758年贝斯维克死后的后续事件记录里有很多的“误差和矛盾”：很多记录到她给怀特（妇产科先驱和曼彻斯特皇家医院的创始人之一）留下了25000镑（在2019年相当于三百万镑），前提条件是怀特能将她的尸体存于地面之上，同时定期检查她是否留有生命体征。但实际上贝斯维克的遗嘱（立于1757年7月25日，她死前不到一年）上只表明怀特能拿到100镑（2019年13000镑），还有400镑（2019年53000镑）是置办葬礼的费用。而有些记录里又说怀特是贝斯维克遗愿的执行人，他个人拿到了400镑，这笔钱用于支付葬礼置办后剩余的都可以为怀特个人所得。因为将贝斯维克制成了木乃伊，他可以留下那整笔钱。还有另外一种说法：怀特欠了贝斯维克很大一笔债，在葬礼后必须偿还，而怀特将贝斯维克制成木乃伊抵消了债务，但贝斯维克立下遗嘱委任玛丽·格雷姆（Mary Graeme）、伊斯特·罗宾森（Esther Robinson）为遗嘱执行人，并不是怀特。贝斯维克死后100多年后，1866年，其遗嘱的某些细节依旧存在争议。

## 防腐

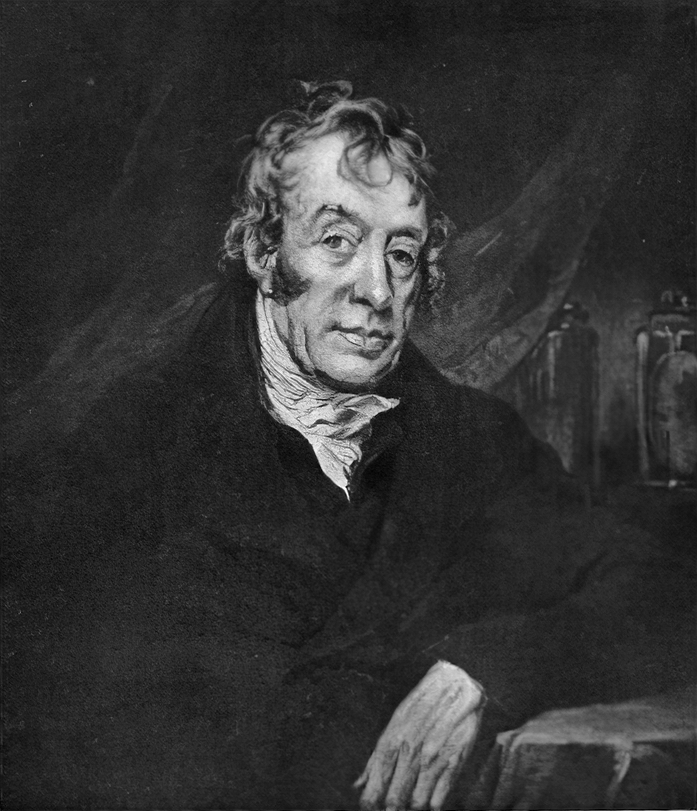
查尔斯·怀特

1757年贝斯维克的遗嘱里并未提到其想被制成木乃伊的意愿。有记录表明，怀特仅被要求确认贝斯维克真实死亡前将她的尸体保存在地上，但他无法抗拒为自己的“干湿”展览品增添木乃伊的诱惑，因此决定对她进行防腐处理。怀特在伦敦学医时对解剖学特别感兴趣，并且正在不断丰富他“稀奇古怪”的收藏，他去世时，藏品里包括托马斯·希金斯（Thomas Higgins）的骨架，托马斯生前是个跑马贼，还偷过羊，因盗窃罪被绞死，还有汉娜·贝斯维克的木乃伊。
怀特的防腐措施并没有相关记录，但1748年他曾在解剖学家威廉·亨特（William Hunter）手下学习过。亨特研制出了一套初期的动脉防腐法：将一种松节油及朱砂混合物从静脉与动脉注射进尸体内，之后将内部器官从尸体胸腔及腹腔取出放入水中，进行清洗与消肿；尽量将尸体内的积血挤出后，再用酒精清洗全身；下一步就是还原内部器官，再重复注射过程；这样在缝合以及用樟脑填满口鼻等身体开口前，体腔就会充满樟脑，硝石和树脂的混合物；完成最后一次清洗后，将尸体放入装有巴黎灰泥的盒子，吸干水分，之后可能会涂上焦油用以保存。

## 展出
这具木乃伊最初存放在安寇兹（Ancoats Hall），一个亲戚家里，但很快就被转移到怀特医生位于曼彻斯特塞尔镇（Sale）的家中，存放在一个旧钟盒里。她这种怪癖的遗愿让她在当地出了名；作家托马斯·德·昆西（Thomas de Quincey）就是前去浏览的游客之一。1813年怀特去世后，木乃伊作为遗赠送给了奥利尔医生（Dr Ollier），其后1828年奥利尔离世，木乃伊又被捐给了曼彻斯特自然历史博物馆，作为展品成为了“曼城木乃伊”或“博钦鲍尔木乃伊”。她被展出在博物馆入口大厅，秘鲁木乃伊和埃及木乃伊旁边，贝斯维克的家人们随时都可以免费去博物馆看她。1844年一名游客称她是“博物馆最出色的展品之一”。作家伊迪丝·西特韦尔（Edith Sitwell）描述道：“十八世纪中期，整个曼彻斯特都被笼罩在其木乃伊的阴云之下。”

汉娜贝斯维克并没有留存于世的照片。关于她为数不多的记载之一是由当地历史学家菲利普·温特沃斯（Philip Wentworth）提供的：
她的尸身保存完好，但面部干瘪发黑。腿和躯干被牢固地绑在一块坚固的布上，就像那种防床虱的床垫保护套，这位小老太太的整个身体被放置玻璃棺里。
1867年博物馆将木乃伊移交给曼彻斯特大学后不久，大家决定贝斯维克确实“毫无疑问地死而不能复生”，因此是时候将她埋葬了。但是自1837年，英国法律要求验尸官必须出具死亡证明才能埋葬尸体，而贝斯维克1758年就去世了，因此必须向国务卿申请，请其批准下葬。1868年7月22日，在曼彻斯特主教的许可下，汉娜·贝斯维克在去世110多年后被安葬在哈普雷公墓一个无名坟墓中。

## 宝藏及鬼魂传说
1745年邦尼王子查理（Bonnie Prince Charlie）率领军队入侵曼彻斯特，时局不稳让贝斯维克忧心于自己的财产安全，因此决定将钱财埋藏起来。去世前不久，她答应将藏宝位置告诉亲戚们，但她没活到那个时候就去世了。 她死后，博钦鲍尔庄园被改建为工人住房。 那里的一些居民声称看到过一个身着黑色丝绸长袍、头戴白色帽子的人，都说那就是汉娜·贝斯维克--贝斯维克的幽灵飘过庄园原址的客厅区域后，每次都消失在同一块石板上。 据称，一位住在那里的纺织工在安置新织机时，发现了贝斯维克的黄金宝藏，就在那块石板下。 而那个纺织工去了曼彻斯特一家名为“奥利凡特氏（Oliphant's）”的黄金交易店，以每块金0.3镑（价值相当于2019年的近490英镑。）的价格卖掉了黄金。
为了建费兰提（Ferranti）工厂，最终博钦鲍尔庄园被拆除了，但幽灵目击事件的报道依然存在。
1890年，贝斯维克家族的奇特伍德旧宅也因修建砖瓦厂而被拆除，承包商发现有一口双人棺材埋在会客厅下方，原因依旧是个谜，但当时大家认为这与贝斯维克一家以及怀特医生有关，因为在汉娜·贝斯维克移居奥尔德姆后，怀特就住在这个房间。

### 引文
1. ↑  Hough & Randles 1993，第42頁
2. ↑  Bondeson 2001，第77頁
3. ↑  Bondeson 2001，第56, 71頁
4. ↑  Bondeson 2001，第239頁
5. ↑  . 1890-08-22  [2017-02-02].
6. ↑  Hyde, O'Rourke & Portland 2004，第43頁
7. 1 2  Cooper 2007，第87頁
8. 1 2 3 4  见英国零售价指数，数据来自Clark, Gregory. . MeasuringWorth. 2017  [2022-06-11].
9. ↑  Clendening 2005，第325頁
10. ↑  Dobson 1953，第432頁.
11. 1 2  Portland 2002，第86頁
12. ↑  Dobson 1953，第433頁
13. 1 2  
Zigarovich, Jolene, , Eighteenth-Century Life (Duke University Press), 2009, 33 (3): 65–104, doi:10.1215/00982601-2009-004
14. ↑  Dobson 1953，第434–435頁
15. ↑  Bondeson 2001，第87頁
16. ↑  Portland 2002，第85頁
17. ↑  Hyde, O'Rourke & Portland 2004，第44頁
18. ↑  Kohl 1844，第130頁
19. ↑  Sitwell 1933，第22頁
20. ↑  Portland 2002，第87頁
21. ↑  Cooper 2007，第88頁
22. ↑  
 58, Manchester Literary and Philosophical Society, 1913  [2009-03-27]
23. ↑  Portland 2002，第82–83頁
24. ↑  Hyde, O'Rourke & Portland 2004，第43–44頁
25. ↑  Hough & Randles 1993，第43頁
26. ↑  . 1890-03-03  [2017-02-02].